# Tyskland efter genforeningen
Tysklands historie efter 1990 er uløseligt forbundet med de enorme udfordringer og omvæltninger som genforeningen skabte, og stadig i dag har arbejdet med at forene de tidligere adskilte østlige og vestlige tyske stater enorm betydning for tysk økonomi, kultur og især politik.

## Genforeningens konsekvenser

### Politisk omvæltning i øst – CDU-konsolidering i hele landet
Den 14. oktober 1990, blot elleve dage efter genforeningen, grundlægges de fem nye delstater Brandenburg, Mecklenburg-Vorpommern, Sachsen, Sachsen-Anhalt samt Thüringen. Med sammenlægningen af øst- og vestberlin i delstaten Berlin når det samlede antal tyske delstater nu op på 16. Samtidig finder de første valg til delstatsparlamenterne sted i de respektive nye delstater. Den tyske kansler Helmut Kohls parti CDU bliver det største parti i hovedparten af de nye delstater. De tidligere kommunister taber stort.
Ved parlamentsvalget den 2. december formår den siddende kansler, Helmut Kohl, at vinde valget overbevisende med 43,8 procent af stemmerne. Støttepartiet FDP opnår 10,6 procent.

### Økonomisk omvæltning i øst
Den østtyske økonomi havde været bygget op omkring planøkonomiske ideer. Selvom Østtyskland var en af de mest velfungerende og rigeste lande i østblokken, og selvom landet var blandt verdens 10 største industrinationer, så kunne den østtyske industri på ingen måde hamle op med den frie vestlige markedsøkonomi, hvor industrien igennem flere årtiers benhård konkurrence var nået meget længere end den østlige, kommunistiske industri.
For at fremelske investeringer fra det rigere vesten oprettedes der en institution, der skulle forsøge at omdanne og videresælge østtyske virksomheder til private, vestlige investorer. Denne Treuhandanstalt skulle forsøge at omdanne de østtyske virksomheder til effektive enheder, der kunne konkurrere med de vestlige. Denne opgave viste sig fuldstændig uoverkommelig, med det resultat, at langt de fleste østtyske virksomheder ganske enkelt blev lukket og resterne solgt for småpenge. Det hidtil forholdsvis ukendte begreb "arbejdsløshed" blev pludselig en del af hverdagen i det østlige Tyskland.
Kritikken af denne Treuhandanstalt var enorm, og flere korruptionssager gjorde ikke protesterne mindre.
Den østtyske økonomi oplevede i løbet af 90´erne gradvise fremskridt, men bortset fra små kraftcentre omkring Leipzig og Dresden er det tidligere Østtyskland stadig præget af enorm arbejdsløshed og meget lave indkomstforhold.

## Magtskifte i Tyskland – farvel til Helmut Kohl
CDU´s nederlag til det socialdemokratiske SPD i september 1998 betød et farvel til
den bundeskansler, der gennem 16 år havde styret Vesttyskland frem til genforeningen, og derefter på trods af visse problemer rent faktisk var lykkedes med at skabe en samlet tysk stat, for første gang i 45 år.
Gerhard Schröders amtsperiode blev hurtigt præget af problemer. Især den høje arbejdsløshed voldte problemer, og selvom han var gået til valg på at sænke den, så vedblev den med at stige.
Mange mente at Schröder kan takke en enorm naturkatastrofe i 2002 for sit genvalg. En katastrofe hvor Schröder få dage før valget formåede at fremstå som en national samlingsfigur.